# Лакапель-Баррес
Лакапе́ль-Барре́с (фр. Lacapelle-Barrès, окс. Lacapelle Barrès) — коммуна во Франции, находится в регионе Овернь. Департамент — Канталь. Входит в состав кантона Пьерфор. Округ коммуны — Сен-Флур.
Код INSEE коммуны — 15086.
Коммуна расположена приблизительно в 440 км к югу от Парижа, в 100 км южнее Клермон-Феррана, в 23 км к востоку от Орийака.

## Население
Население коммуны на 2008 год составляло 56 человек.
| 1962 | 1968 | 1975 | 1982 | 1990 | 1999 | 2008 |
| ---- | ---- | ---- | ---- | ---- | ---- | ---- |
| 148  | 126  | 110  | 105  | 110  | 78   | 56   |

## Администрация
| Период | Период | Фамилия       | Партия | Примечания |
| ------ | ------ | ------------- | ------ | ---------- |
| 2001   | 2008   | Мишель Тайфер |        |            |
| 2008   |        | Ришар Бональ  |        |            |

## Экономика

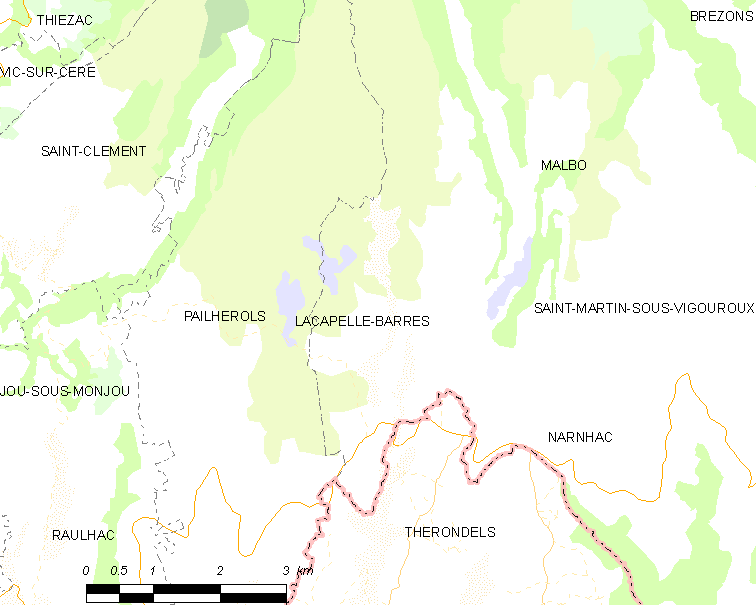
Карта коммуны

В 2007 году среди 33 человек в трудоспособном возрасте (15—64 лет) 22 были экономически активными, 11 — неактивными (показатель активности — 66,7 %, в 1999 году было 52,0 %). Из 22 активных работали 21 человек (13 мужчин и 8 женщин), безработной была 1 женщина. Среди 11 неактивных 0 человек были учениками или студентами, 8 — пенсионерами, 3 были неактивными по другим причинам.